# Hinche
Hinche er en by i det centrale Haiti, med et indbyggertal (pr. 2003) på cirka 50.000. Byen er hovedstad i departementet Centre og ligger tæt ved grænsen til nabolandet Den Dominikanske Republik.
19°9′N 72°1′V / 19.150°N 72.017°V